# Дом Баума
Дом Баума — здание в Алма-Ате, построенное для видного учёного и озеленителя города Верного — Эдуарда Баума.

## История
Эдуард Баум прибыл в Верный в 1875 году. По его заказу Павел Матвеевич Зенков в 1880 году построил дом, известный ныне как дом лесовода Баума. В этом доме он прожил вплоть до своей смерти в 1921 году. За это время Эдуард Оттонович заложил множество зелёных зон, которые до сих пор существуют в Алма-Ате (например роща Баума).
Рядом с домом был разбит большой сад, урожай которого Э. О. Баум отдавал детскому приюту.
В 1927 году наследники дома, племянница Е. Савельева с мужем, были выселены, а дом и усадьба с садом национализированы. Постепенно сад возле дома Баума был снесен в связи с застройкой квартала жилыми зданиями (квадрат пр. Сейфуллина, ул. Кабанбай батыра, ул. Амангельды, ул. Джамбула).
Позднее в здании располагался Алматинский областной совет по туризму и экскурсиям.
После обретения независимости Казахстаном, в здании разместились консульские учреждения Кыргызстана.

## Архитектура
Дом Баума представляет собой образец деревянного зодчества и построено в «ропетовском» стиле из брёвен тянь-шанской ели. Это крестообразное в плане одноэтажное деревянное сооружение с подклетью и мезонином, установленное на кирпичном цоколе. Расположение комнат в доме — анфиладное. По центральной оси северного и южного фасадов пристроены входные помещения, подчёркнутые выступом мезонина. В мезонине на фасадах устроены балконы.

## Статус памятника
10 ноября 2010 года был утверждён новый Государственный список памятников истории и культуры местного значения города Алматы, одновременно с которым все предыдущие решения по этому поводу были признаны утратившими силу. В этом Постановлении был сохранён статус памятника местного значения здания дома Баума. Границы охранных зон были утверждены в 2014 году.